# Ван Мен (письменник)
Ван Мен (王蒙, 15 жовтня 1934 ) — китайський письменник, державний діяч Китайської Народної Республіки.

## Життєпис
Народився 15 жовтня 1934 року у Пекіні у родині вчителів. батько був викладачем Пекінського університету, мати вчителькою у початковій школі. Закінчив середню школу у Пекіні. Тут познайомився з комуністичною ідеологією. У 1948 році приєднався до Комуністичної партії Китаю. У 1949 році вступає до комсомолу. З 1955 року починає свою літературну діяльність. За свої романи у 1956 році його визнали представником «правого ухилу». деякий час він працював у школі (1958–1962 роках). У 1963 році Ван Мена відправили на перевиховання до м. Кульджа (Сіньцзян). Тут вивчає уйгурську мову, щоб робити переклади уйгурських авторів китайською.
Після завершення Культурної революції у 1978 році Ван Мен повертається до Пекіна, стає членом Асоціації письменників Пекіна, у 1979 році відновлюється у Компартії Китаю. З 1986 до 1989 року займав посаду міністра культури КНР. З 2005 року є директор літератури, історії та навчання Комітету Національного комітету Китайської народної політичної консультативної конференції. Наразі Ван Мен займає також почесні посади професора у декількох університетах Китаю, також заступник голови Спілки китайських письменників і китайського ПЕН-клубу, .

## Творчість
Розпочинав писати у 1950-ті роки. Головні герої — це учасники часів культурної революції. В його перших оповіданнях «Зимова мряка» і «Новачок в оргвідділі» партійна цензура угледіла неприпустимий відхід від «революційного реалізму», який вимагав неухильного дотримання канону «ідеального героя» — зразок для наслідування. Ван Мена тягнуло до зображення людини, до пізнання глибин його душі і спонукань до дії. «Отрутним травам» Ван Мена присвятила жорстку і різку статтю головна газета Китаю «Женьмінь жибао». Так саме з політичних причин ім'я Ван Мена і стало відомо громадянам Китаю.
Реабілітований наприкінці 1970-х років, він повернувся до Пекіна і опублікував поспіль «Повітряного змія і стрічку», «Мрії про море», «Метелика», «Око ночі», «Весняні голоси», які вразили країну. Сюжет був відсунутий на другий план, а на перший вийшли спонукання героїв, секрети їхньої психіки, особисте сприйняття тієї чи іншої події, завдяки якому воно з об'єктивного і однозначного перетворювалося на суб'єктивне й потенційно множинне.
Сьогодні Ван Мен відомий письменник — у видавництві «Женьмінь веньсюе» виходить 23-томне зібрання його творів. За останні роки в різних країнах з'явилося 155 перекладних видань, у 2004 році вийшов збірка прози «Сліди на схилі, провідні вгору».